# Hmotová kompozice
Hmotová kompozice řeší složení hmot tvarů, mezi které patří abstraktní tvary, geometrická tělesa, figurální tvary a jejich případnou kombinaci. Povrchy hmot mohou mít různé složení nebo barvu. Hmotová kompozice se využívá v sochařství, architektuře, urbanistice nebo v různých uměleckých řemeslech.

## Kompozice
- Prostorová kompozice
- Plošná kompozice